# Кравцова, Ольга Павловна
О́льга Па́вловна Кравцо́ва (бел. Вольга Паўлаўна Краўцова; род. 25 июня 1981 или 25 июля 1981, Великие Степанишки, Гродненская область) — белорусская легкоатлетка, специалистка по бегу на длинные дистанции. Выступала за сборную Белоруссии по лёгкой атлетике в 2000-х и 2010-х годах, победительница Кубка Европы, чемпионка и призёрка первенств национального значения, участница двух летних Олимпийских игр, действующая рекордсменка страны в беге на 5000 метров. Мастер спорта Республики Беларусь международного класса.

## Биография
Ольга Кравцова родилась 7 февраля 1981 года в деревне Большие Озерки Гродненской области Белорусской ССР.
Начала серьёзно заниматься лёгкой атлетикой в 1996 году в Мостовской районной детско-юношеской спортивной школе, проходила подготовку под руководством тренера Владимира Михайловича Кеца. С 1998 года училась в Гродненском областном комплексном центре олимпийского резерва, была подопечной Галины Павловны Карнацевич. Окончила Гродненский государственный университет.
Впервые заявила о себе на международном уровне в сезоне 2003 года, когда вошла в состав белорусской национальной сборной и выступила в беге на 5000 метров на молодёжном европейском первенстве в Быдгоще.
В 2004 году стала чемпионкой Белоруссии на дистанции 5000 метров. Благодаря череде удачных выступлений удостоилась права защищать честь страны на летних Олимпийских играх 2004 в Афинах. В дисциплине 5000 метров показала результат 15:44,01 на предварительном квалификационном этапе и в финал не вышла.
В 2005 году на чемпионате мира в Хельсинки с рекордом Белоруссии 14:47,75 закрыла десятку сильнейших в беге на 5000 метров. Была заявлена в беге на 10 000 метров на Универсиаде в Измире, но в итоге на старт здесь не вышла.
В 2006 году выиграла чемпионат Белоруссии в беге на 10 000 метров, тогда как в дисциплине 5000 метров была пятой на чемпионате Европы в Гётеборге.
В 2007 году на дистанции 5000 метров превзошла всех соперниц на Кубке Европы в Мюнхене, тогда как в беге на 10 000 метров отметилась выступлением на чемпионате мира в Осаке.
В 2008 году на Кубке Европы по бегу на 10 000 метров в Стамбуле финишировала шестой в личном зачёте и вместе со своими соотечественницами выиграла женский командный зачёт. Находясь в числе лидеров легкоатлетической команды Белоруссии, благополучно прошла отбор на Олимпийские игры в Пекине — здесь так же остановилась на предварительном квалификационном этапе бега на 5000 метров, показав результат 15:21,85.
После пекинской Олимпиады Кравцова осталась действующей спортсменкой и продолжила принимать участие в крупнейших международных стартах. Так, в 2009 году она впервые полностью преодолела марафонскую дистанцию — заняла 11-е место на Римском марафоне (2:35:55).
В 2010 году отметилась выступлением в дисциплине 5000 метров на чемпионате Европы в Барселоне, но в итоге сошла с дистанции. С личным рекордом 2:34:52 финишировала 12-й на Осакском международном женском марафоне.
Впоследствии активно выступала на различных коммерческих шоссейных стартах в Европе, преимущественно на территории Польши.
В 2014 году на чемпионате Белоруссии в Гродно стала серебряной призёркой в беге на 5000 метров, уступив Нине Савиной. При этом на чемпионате мира по полумарафону в Копенгагене заняла 64-е место в личном зачёте.